# Telerail

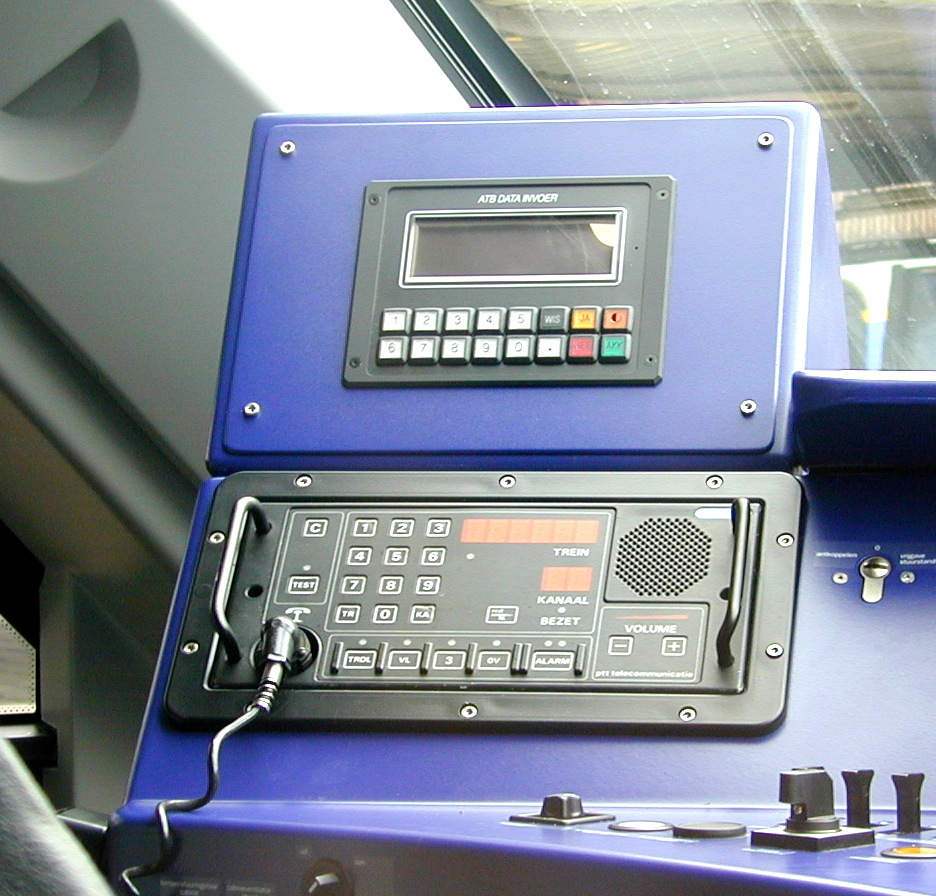
ATB bedieningsapparaat (boven)
Telerail bedieningsapparaat (onder)

Telerail was een radiografisch communicatiesysteem op vrijwel alle treinen in Nederland. Via telerail kon de treindienstleider contact opnemen met de machinist, en omgekeerd. Tevens konden machinisten onderling communiceren. Oorspronkelijk waren ook de verkeersleiding en de centrale meldkamer van de Spoorwegpolitie via telerail bereikbaar.
Op 1 januari 2007 werd telerail vervangen  door GSM-R.
De telerailfrequenties bevonden zich tussen 457 en 468 megahertz.